# Siniestro Total
Siniestro Total és un grup gallec de música punk rock format a Vigo el 1981 per Julián Hernández, Alberto Torrado, Miguel Costas i Germán Coppini Actualment l'integren, després de tenir diverses formacions, Julián Hernández, Javier Soto, Óscar G. Avendaño, Àngel González i Jorge Beltrán.

## Història

### El Col·legi Alemany
Julián Hernández i Alberto Torrado es coneixien des dels quatre anys. Van anar junts al Col·legi Alemany. L'afició d'ambdós per la música comença a través de familiars: el cosí de Julián, Luis, té discs de Cream, The Rolling Stones i de blues, i el germà més gran d'Alberto posseeix alguns vinils de The Beatles i de The Shadows, a més d'un baix elèctric. Al col·legi els dos es fan més amics a causa del seu gust comú per la música, d'artistes com Andrés do Barro que Julian li descobreix. Als deu o els dotze anys comencen a escoltar grups glam rock com Slade i T. Rex, i música xiclet com la de Suzi Quattro o Redbone.
Quan Julián té al voltant de dotze anys i la seva germana menor, Eva, vuit, a aquesta última li regalen una guitarra amb cordes de filferro molt separades del pal, gairebé de joguina, que Julián comença a tocar emprant una pipa de gira-sol, a falta de pua; mentre, Alberto comença també a interessar-se per tocar, gràcies al baix elèctric del seu germà. Junts van comprant-se alguns llibres d'acords de The Beatles o The Rolling Stones.
Més tard, als tretze anys, Julián i Alberto s'interessen per grups més progressius, com Pink Floyd, Soft Machine, Jethro Tull i Frank Zappa, i, quan els obliguen a entrar en l'equip d'handbol del col·legi, es passen les hores a la banda, parlant de música mentre els fan gols per tot arreu. Junt amb alguns amics més que comparteixen la seva afició es van ajuntant a les tardes, després del col·legi, cada vegada a casa d'un, per escoltar els seus discs.

### L'Institut del Calvari
Als catorze anys Julián i Alberto acaben els seus estudis al Col·legi Alemany, però han de validar-los en un institut reconegut, i el més proper per al primer és l'Institut del Calvari, on la seva mare fa classes de dibuix; Alberto, per la seva part, se'n va a un altre de diferent,, tot i això no deixen de veure's, ja que de tant en tant queden per tocar i intentar treure alguna cosa decent amb dues guitarres espanyoles.
El 20 de novembre de 1975 mor el dictador Francisco Franco Bahamonde, raó per la qual es decreten vacances per dol estatal, i Julián torna a casa seva abans d'hora. En arribar l'Alberto li diu que vagi a la seva casa per ensenyar-li alguna cosa, així que quan acaba de menjar corre a veure què és. Es tracta d'una guitarra elèctrica Ibanez negra imitació Les Paul que li ha regalat la seva mare, veient que al seu fill li agradava la música, i un amplificador antic de vàlvules Jomadi que li ha deixat el seu germà per poder tocar, la qual cosa entusiasma en Julián.
Al cap de poc d'entrar a l'institut en Julián comença a assistir a classes al conservatori, amb la qual cosa els seus coneixements de música van millorant, i ja pot tocar algunes coses amb Alberto, com una versió de dotze minuts amb molts ornaments d'una cançó de Genesis, i alguna cosa de Pink Floyd. Alberto comença a refinar els seus gusts musicals, passant-se definitivament al rock simfònic i progressiu i al folk rock americà i oblidant a grups com Slade. A més comencen a compondre alguns temes instrumentals (ja que cap dels dos no s'atreveix a cantar) basant-se en els acords que el germà d'Alberto li passa a ell i aquest, al seu torn, al Julián.
A la classe del Julián a l'institut hi ha en Tochi, germà de Javier Soto aficionat al country, una cosa que el fa bastant estrany; però si més no li agrada la música, això fa que comencin a parlar amb freqüència i que Julián acabi per conèixer el germà del Tochi, Javier, un any menor que ell. En Javier és molt amic de Miguel Costas, amb qui compra assíduament la revista Disco Express, font d'informació musical pràcticament única a la qual tenen accés en aquell temps, i els articles de la qual el Miguel sol aprendre's de memòria. Finalment el Julián presenta en Javier i en Miguel a l'Alberto, que és el més virtuós de tots ells.
En aquesta època obren a Vigo una botiga de discs anomenada Elepé, que en l'actualitat encara existeix, i on per la compra de discs regalen bons; i sumant bons pots aconseguir discs nous. Existeixen a aquella època dues sèries de blues a preus molt baixos: El Camino del Blues i La Casa del Blues, que comencaran a comprar per a després, amb els bons que guanyen, aconseguir discs més cars. D'aquesta manera descobreixen gent com a Júnior Wells, Professor Longhair o Luther Johnson, i comencen a apropar-se al blues, cosa que Julián ha començat a fer a través del seu cosí Luis, ja que és, en principi, més fàcil de tocar que el rock progressiu. Aleshores tenia dues guitarres: la del conservatori i una acústica Eko a la qual li ha posat una pastilla per poder endollar-la a l'amplificador o, en aquest cas, a un tocadiscs.
En Javier viu en una casa a la Travessia de Vigo, i en ella els seus pares els deixen tocar, la qual cosa els ve molt bé a tots, ja que en Julián, per exemple, viu en un pis. Entre tots compren un amplificador Talmus, i connecten totes les guitarres a una sola entrada, la qual cosa és almenys una millora respecte de connectar-les a un tocadiscs. D'aquesta manera comencen a assajar més seriosament, com un grup.
Gràcies als coneixements del Miguel extrets de Disco Express s'assabenten que Jethro Tull, abans de triomfar amb aquest nom, l'hi canviaven cada diumenge; així que decideixen no assajar aquell dia i dedicar-lo a pensar un nom per al grup. Finalment arriben en la conclusió que ha de ser el nom que sigui més «Blues Band» al final, arribant a dir-se de formes com «Mi carro no me lo robaron que lo presté Blues Band». Dins del repertori de la banda es troben temes originals mitjà improvisats com Hace calor, Tu abuela siempre saca el brazo por la ventanilla, Una gota en el cogote i l'instrumental Vigo, Tennessee.
A hores d'ara no hi ha un concepte de punk en l'activitat de la banda: es tracta simplement d'una típica barrabassada d'uns xavals d'institut amb sabatilles i vaquers, fins que van tots a un concert de Cucharada en el qual presenten un espectacle titulat Irrevocablement inadaptats que canvia la seva forma de veure la música. Es du a terme al saló d'actes de l'Església dels Caputxins, i en ella el baixista, Manolo Tena, surt a escena vestit de monja, i en un moment donat surt un espectador d'entre el públic i li engega un tret al cantant, vestit d'Oncle Sam. Això fa que el grup comenci a voler ser com ells i que comprin les disfresses que usen, se sàpiguen i intentin tocar totes les seves cançons, etc.
Ja el 1976, als setze anys, en Julián comença a interessar-se per altres músiques més desconegudes, com Can, o complicades, com John Cage, Pierre Boulez, Ígor Stravinski o Edgar Varèse, cosa que Javier i Miguel menyspreen. Tot això el porta a conèixer el compositor Enrique Macías, que el presenta als membres del Grup de Comunicació Poètica Rompente, format per Manolo Romón, Antón Reixa i Alberto Avendaño. Junt amb altres grups artístics (músics, pintors, etc.) organitzen actuacions en les quals, amb collages musicals creats per Julián i Enrique de fons, el Grup Rompente recita poesia una mica subversiva, amb els escenaris pintats per Antón Patiño i Menchu Lamas.
En un cinema club de Vigo on posen pel·lícules en versió original subtitulada es coneixen la part «cafre» de les amistats del Julián (Miguel i Javier) i la part intel·lectual, encapçalada per Antón Reixa, i ambdues es miren amb recel, ja que ni al Miguel ni al Javier no els agrada la intel·lectualitat ni als altres els semblen a ells gent de confiança, encara que amb el temps acaben per fer-se molt amics.

### El Conservatori de Madrid
El 1977 Julián acaba el batxillerat, amb el que farà la selectivitat a Santiago De Compostel·la, i s'adona que no vol fer la carrera en aquesta universitat. Així doncs, en comptes de continuar amb els seus estudis a Galícia marxa a Madrid per fer la carrera de filologia i seguir els seus estudis de conservatori allà. Ajudat pel seu cosí Luis s'instal·la en el Col·legi Major San Juan Evangelista, el més barat de la zona, i comença la seva vida a la capital.
A la universitat coneix en Sebas, baixista de Polanski y el Ardor, i a Gerardo Auger, fill del jutge Clemente Auger, i es fa amic d'ells, encara que de tota manera odia la facultat. A l'estiu Gerardo diu que abandona els seus estudis, i això fa que el Julián, veient que els seus amics estan marxant, els deixi, també encara que promet als seus pares continuar seriosament amb la música per poder fer-se professor d'institut en un futur.
Mentre estudia al conservatori el Julián manté les seves amistats de la facultat, i a través de la seva cosina Loló coneix un company seu de col·legi, Pepo Fuentes, més posat al món de la música. A més, cada vegada que té vacances torna a Vigo, on torna a tocar amb la banda. A l'estiu de 1979 fan un cartell fotocopiat en el qual apareixen uns negres i es fan cridar «El Sextet del Blues», i tenen una única actuació organitzada per Joventuts Musicals en l'Ajuntament de Vigo el 26 d'agost d'aquell mateix any, en la que toquen clàssics de Muddy Waters o Chuck Berry. En aquest grup el Julián canta i toca el piano, coses que no sap fer en absolut.
Els membres del Grupo Rompente veuen el Sextet del Blues i s'animen a posar algun instrument en directe en les seves actuacions: una guitarra (Julián), un clarinet (Moncho Alpuente), un acordió..., i es presenten en el Satchmo de Vigo amb noms com «Banana Coat» o «Bebra Brothers» (nom tret dels nans de El tambor de llauna).
Aquest any en Julián, mentre està estudiant a Madrid, sol passar-se pel Rastro de Madrid, botiga de marxandatge musical, per comprar-ne una cosa o altra. En una ocasió compra el primer àlbum de The Ramones en cinta, i quan torna Vigo i Miguel l'escolta, aquest últim queda fascinat per ells, i finalment, quan The Ramones actuen a Vista Alegre, van tots (Julián, Miguel, Javier i un altre amic, Barros) a veure'ls, la qual cosa els demostra que no fa falta ser un virtuós en música per poder muntar un grup i sortir a escena.
El nadal del 1980 comencen a anar a un bar anomenat «O Cerne dona Devoura» (en traducció lliure una mica així com «L'Ull de l'Huracà») en el que el seu amo, Modesto Román, posa música més moderna que la que es posa en la resta de bars de la zona, com The Specials o The Clash. En una ocasió Modesto els diu que per allà sol anar un tipus amb pintes com les d'ells i dels discs que els agraden, i que pel que sembla canta en un grup anomenat «Coco los del 1500», el qual els estranya, ja que a Vigo no hi ha ningú així. Un dia, finalment, el coneixen: s'anomena Germán Coppini i és una mica més jove que ells (dos anys menor que Julián, concretament).
D'entrada no es fan gaire amics del Germán, sinó que continuen amb el seu grup, amb el qual per exemple canten poemes de Rosalía de Castro amb música punk i veuen com a Vigo apareixen noves bandes de música. És llavors quan Julián hi coneix Loquillo, que acaba de treure el seu primer disc i hi fa la mili, i ambdós es fan bons amics. Tot això els serveix d'al·licient per formar un grup seriosament.

### El Renault 12 familiar
Tan aviat com en Julián torna a Madrid, en Javier entra a fer la mili. Uns mesos després, a l'estiu de 1981, aquest últim torna a Vigo de permís, i per celebrar-ho Julián agafa deixat el cotxe dels seus pares, un Renault 12 familiar, el 20 d'agost, per anar tots al port a beure. Quan surten del port per anar a prendre's l'última copa a una guingueta de la platja de Samil que obre tota la nit, anant per l'Avinguda de Beiramar, a causa de l'espessa boira formada per diversos dies de calor intensa, en Julián no veu una tanca groga que hi ha al mig del carrer fins que no la tenen davant; en veure-la pega una frenada, però amb la sorra de les obres i la humitat de la boira el cotxe patina i xoca contra la tanca i una enorme roca que hi ha després d'ella, despertant tots els veïns del barri de Bouzas. A causa de l'accident són tots ràpidament traslladats al Xeral de Vigo, on són atesos pel personal d'urgències que està de guàrdia aquella nit.
Al cotxe al principi hauria d'haver anat Antón Reixa, però al final no els acompanya, ja que es troba amb la seva exdona i se'n va amb ella. Els que al final sofreixen l'accident són: Julián, José Manuel Barros, Miguel, Javier, Alberto i Manolo Romón, al qual li han de treure la melsa tot just entrar en l'hospital per una hemorràgia interna. Encara que a Alberto i a José Manuel gairebé no els passa gens, el Miguel es trenca un tros de clavícula, en Javier es dona un cop al nas i el Julián es dona un cop amb el volant, i es fa algunes ferides.
Una vegada que s'ha recuperat de la seva convalescència, Javier torna a la mili, Manolo es dedica exclusivament a la poesia i a José Manuel, per la seva part, deixa totalment el món artístic i se centra en la psicologia. Julián, Alberto i Miguel, tanmateix, segueixen amb la música.
El primer dels tres rep com regals de final de curs un sintetitzador MS-20 i un magnetòfon Teac de quatre pistes. Durant la seva convalescència, fan la percussió amb el sintetitzador i comencen a gravar algunes coses amb el Teac. Hi ha versions del Gruppo Sportivo, com una adaptació de la cançó «I'm a rocket» sota el títol «Las tetas de mi novia» i una cançó original basada en «Down in the tube station at midnight», de The Jam, que els sona a una frase que tenen entre ells, «Matar jipis en les Cíes», així que aquest és el títol que el posen. Miguel està enguixat, per la qual cosa no pot tocar la guitarra, així que canta; Alberto toca en una pista el baix i en una altra la guitarra, i Julián, el sintetitzador com a percussió.
Finalment, acaba la seva convalescència i poden sortir al carrer. Al costat d'aquelles dues cançons posen en un mateix casset un tema molt més seriós gravat per Germán, amb el qual en aquests dies tenen molta més relació. Buscant un nom amb què firmar aquests enregistraments, sent en un bar amb un amic de Germán, apareix a la televisió Mari Cruz Soriano, i ell exclama: «Ja que ja està: Mari Cruz Soriano i els Que Afinan el seu Piano!» De manera que agafen aquest nom i fan còpies de la cinta, que reparteixen pels bars de la zona perquè la posin, i l'envien també als amics que tenen fora: a Saragossa, a Kike Turmix a Bilbao, etc.
Quan Julián els explica els altres el balanç dels danys que la companyia havia fet en vista de les destrosses del vehicle, qualificant-lo com «Siniestro Total», Miguel simplement comenta: «Joder, és un bon nom per a un grup.»

### El Col·legi Salesianos de Vigo
Amb l'inici del nou curs, Julián torna a la capital, però mentrestant en Vigo Antón Reixa i el cantautor Bibiano estan començant a organitzar un festival, i li diuen a Miguel que ell i el grup actuïn en ell. Miguel flama a Julián a Madrid, i aquest li respon que el que tenen gravat és material d'estudi, que no pot ser reproduït en directe. Quan Miguel li explica això a Reixa ell diu que els deixa una bateria que li van regalar de petit i els deixa el garatge del seu pare per assajar. Així doncs, queden amb Julián que tornarà a Vigo uns dies abans del concert, a mitjan desembre, i es posaran a assajar.
En principi ja poden actuar en el festival, però encara els falta un cantant, ja que a Miguel li dona vergonya cantar en directe; però no els costa gaire aconseguir algú que ho faci al seu lloc, ja que no han de cridar més Germán. També necessiten algú que toqui la bateria de Reixa, i d'això acaba per ocupar-se Julián, que de tota manera no ha tocat una bateria en la seva vida, i no té ni idea de com fer-ho.
També tenen un problema amb el repertori, ja que tan sols compten amb tres cançons: Las tetas de mi novia, Matar jipis en les Cíes i el tema compost per Germán. Així que, Miguel a Vigo en un costat del telèfon i Julián a Madrid a l'altre, comencen a compondre junts cançons a distància, que finalment seran més o menys les que figuraran al primer disc del grup.
De manera que, quan arriben les vacances de Nadal, Julián torna a Vigo i junts comencen a assajar com boigs al garatge del pare de Reixa, que té una distribuïdora de begudes la mercaderia de les quals ells s'encarreguen de fer desaparèixer en les estones de descans. Com a nom per al grup agafen el suggerit per Miguel davant del balanç dels danys de la companyia en la qual hi havia assegurada el Renault 12 familiar, Siniestro Total, i el 27 de desembre de 1981 té lloc el seu primer concert.
Actuen en el Col·legi Salesianos de Vigo, junt amb altres grups de més renom com Nacha Pop, Bibiano, els portuguesos Trabalhadores do Comercio i Sa. Els amics de la banda d'altres sectors artístics (com Manolo Romón) es troben en la part de dalt de les grades, tirant pamflets fotocopiats en els quals tan sols figura el nom del grup, i Julián té l'encert de registrar el que interpreten aquella nit (a saber, entre d'altres, Las tetas de mi novia, Matar jipis en las Cíes, una versió de The life and soul of the party de Petula Clark sota el nom de Hoy te asesinaré i altra de Little bitch com Un, dos!) al seu magnetòfon Teac, que s'ha emportat al lloc per a l'ocasió.
El concert té com a enginyer de so a Ricardo Gómez Viso, i està presentant pel mateix Reixa, que diu sobre el grup just abans del qual comenci a tocar: «Hey!, directament arribats de l'Iran: música celta, esquizorock..., Siniestro Total» d'altra banda, Germán, que al local toca les cançons molt tranquil i relaxat, en arribar a l'escenari agafa el micro i deixa anar un crit aterridor, la qual cosa sorprèn la resta de la banda, a la qual no li sembla que aquest sigui el mateix noi que coneixen; i continua així durant la resta de l'actuació, udolant «extermini!» abans d'entrar la primera estrofa de Matar jipis en les Cíes.

### El Marquee
Una vegada acabat el festival, Julián anima a la resta del grup a gravar una maqueta, ya amb el nom de Siniestro Total, per començar a promocionar-se, utilitzant el repertori creat per al concert en els Salesianos. Abans que acabin les vacances de Nadal es cuiten en gravar la maqueta, posant-lo a més de temes executats especialment per a l'ocasió (entre les quals es troben Ponte en mi lugar, Ayatolah!, Mario (Encima del armario) i Purdey) la versió electrònica que ja tenen de Matar jipis en las Cíes i alguna cosa del primer concert. Per a les cançons noves utilitzen ja la bateria de veritat de Reixa en una de les quatre pistes del Teac, i quan acaben les vacances Julián s'emporta la cinta a Madrid.
A finals de gener de 1982 Pepo Fuentes li passa a Julián el telèfon de Jesús Ordovás, que té un programa en Radi 3 de Ràdio Nacional d'Espanya anomenat Esto no es Hawaii i que podria promocionar el grup. Julián el crida i queden a la Plaça d'Espanya, on li passa la cinta amb la maqueta.
Deu dies després d'aquesta trobada, les cançons encara no han sonat en el programa d'Ordovás, per la qual cosa Julián pensa que ja no les posarà, a causa de la brutalitat de les lletres; però una nit, quan ja està gairebé adormit, sona Ponte en mi lugar, i l'endemà crida Vigo per explicar-li-ho a la resta del grup. A poc a poc, a petició popular, Ordovás va pujant el nivell de cruesa de les cançons.
Julián pretén tocar en el Rockola, però està tancat per reformes, així que a través de Kike Turmix contacta amb el seu amo Lorenzo, que també és propietari del Marquee, un altre local de la zona. Lorenzo que ha sentit la maqueta del grup i està interessat que toquin per tancar una festa en aquest últim local; així que Alberto, Miguel i Germán viatgen de Vigo a la capital per actuar. Juanma, dels Elegantes, els deixa l'amplificador del baix, i Derribos Arias actuen com a teloners, tenint lloc així el primer concert de Siniestro a Madrid.
Són després d'un concert de Derribos Arias, aquell mateix hivern, quan Julián coneix Servando Carballar, director de Dro (Discos Radioactivos Organizados), casa discogràfica en la qual publiquen els seus treballs aquests últims, a través de Pepo Fuentes. Queden a casa de Servando, on Julián li ensenya la maqueta que tenen gravada, i el primer respon que sona molt malament, però que a Madrid ja hi ha llocs on per un mòdic preu es pot gravar en condicions, encara que a Vigo no sigui així. Li ofereix, doncs, editar un treball, pagant a mitges la tirada, i Julián proposa de tornar a gravar la maqueta però d'una manera més professional.
Així doncs, en Setmana Santa d'aquell mateix any la resta del grup baixa de nou a Madrid per gravar quatre temes per a un EP; regraven Ayatolah!, Mario (Encima del armario) al Purdey, amb Germán a la veu, Miguel a la guitarra, Alberto en baix i Julián a la bateria, i inclouen de nou la versió electrònica de Matar jipis en las Cíes de la maqueta de Mari Cruz Soriano i els Que Afinan el seu Piano, i en anar a ensenyar-se-les a Servando, aquest decideix difondre que estan gravades en directe en l'inexistent Club Botafumeiro de Vigo, per justificar la mala qualitat del so. Encara falten el títol i la portada de l'Ep, però no es tarda gaire a donar amb ells: Julián agafa una revista antiga que guarda el seu pare a casa seva, i treu d'ella la foto d'unes infermeres acompanyada pel lema «Ayudando a los enfermos». Posteriorment Àngel Mata retoca la fotografia perquè quedi més punk, i així surt el juny el primer treball oficial del grup.

### L'estudi Colores
A començaments de juny s'organitza al Rockola una festa amb grups de DRO, en què la banda actua. Poc després, el juliol, Siniestro participa, després de molta insistència per part de Suso Iglesias i José Ángel González, en un concurs a La Corunya que ells dos organitzen amb la condició que tot el que es presenti no tingui gravat encara gens (condició que el grup no compleix, encara que ningú ho sap), i surten a l'escenari bastant beguts. Una vegada acabades les actuacions, molts entre el jurat els consideren guanyadors, però és aquell moment quan apareix el fill adolescent del periodista musical Nonito Pereira, que era el membre més jove del jurat, amb l'EP a la mà. I queden desqualificats. Després, per tornar Vigo, Julián va amb tren, mentre que Miguel i Germán se'n van junts amb cotxe, i han de parar en un restaurant per trucar per telèfon; allà es fa una reunió de militars, i Germán porta, com és habitual en els concerts de la banda, pantaló i camisa militars, així que els altres li demanen la documentació, fins que els seus pares han d'anar amb la cartilla militar a rescatar-los.
Durant l'estiu Julián i Miguel escriuen junts moltes cançons, intercanviant idees constantment; i un dia Germán acudeix a ells amb una lletra titulada Malos tiempos para la lírica, de temàtica molt més seriosa que la dels temes que els altres dos, demanant-los que li posin música, al que ells es neguen, ja que no se'n veuen capaços tractant-se d'una lletra com aquella. Amb prou feines dos anys després la publicarà ja amb el seu grup Golpes Baixos, amb una música composta per Teo Cardalda.
Els assaigs en aquesta època ja no es realitzen a casa de Javier, ja que el seu germà ha tingut un fill i viu amb la seva família en la part de dalt, així que al final els han tret d'allà, sinó a l'habitació de Julián, al pis dels seus pares.
Poc després de la festa en el Rockola s'organitza una excursió amb autobús amb tots els grups de Dro per anar a tocar a Puertollano, que parteix des de Prosperitat, i és en aquesta excursió on Julián coneix Óscar Mariné, un dissenyador poc conegut per aquest llavors que està muntant un negoci de marxandatge, amb productes com samarretes, ulleres de sol o xapes. Més tard ell serà qui s'encarregui de dissenyar les portades dels treballs del grup.
Una vegada de tornada a Vigo, Julián, els membres del Grup Rompente i tots els altres artistes que participaven en les actuacions en el Satchmo tornen a actuar junts a l'esmentat local, ara sota el nom de Los Minusválidos del Ritmo; el concepte del grup consisteix a sortir a l'escenari amb abrics, deixar-se una mà fora i encongir-se una màniga, agafant-se-la amb un imperdible, per donar la impressió de discapacitats. Miguel, per la seva part, forma al costat de Manolo Romón, Antonio Cancelas (que més tard serà doblador al gallec de J.R. en la sèrie Dallas per a la Televisió Gallega) i una altra gent un grup cridat Los Ratones de Vigo.
Cap a agost l'EP ha venut ja quatre o cinc mil exemplars, la qual és una molt bona xifra per a un grup de l'època, així que Servando proposa a Julián que, en comptes de repartir els beneficis que s'han generat amb ell (prop de 50.000 pessetes d'aquell llavors), podrien invertir-los a gravar un LP, proposició que Julián accepta sense pensar-s'ho dues vegades, ja que a tots els encantaria tenir un àlbum complet al carrer. A més, els diu que vagin pensant una cançó per a Nadal, ja que Dro es proposa de treure un disc de nadales per a finals d'any; de manera que, cap a octubre, tots es posen en Estudis Colors, en Mejorada del Campo (Madrid), i en tres dies graven quinze cançons per al Lp i una més per a l'àlbum de nadales.
A part de moltes noves composicions, es tornen a gravar «Matar jipis en las Cíes» en una versió molt més potent marcada pels esgarips de Germán, i «Ayatolah!» amb un so més brut que el de la versió inclosa a «Ayudando a los enfermos», a més de «Ponte en mi lugar» i «Las tetas de mi novia» en un format més punk que el de la maqueta, i una versió d'estudi de «Hoy voy a asesinarte».
Durant l'enregistrament és present Pepo Fuentes, i, quan es comenta que porten tres dies tancats sense menjar un carall, molt lluny del bar més proper, aquest recorda el còmic de Lucky Luke on apareix Averell Dalton dient: «¿Cuándo se come aquí?», el qual els dona el concepte per al títol i la portada: com títol pren l'esmentada frase «¿Cuándo se come aquí?» i per dissenyar la portada es crida a petició de Pepo a Óscar Mariné, al que porten el còmic de Els Germans Dalton a Mèxic perquè faci algun collage amb imatges d'ell.
Tanmateix, el que fa Óscar és un dibuix amb quatre germans Dalton, cada un amb una caricatura d'un membre del grup com a cap, ordenats de major a menor estatura (és a dir, primer Julián, després Miguel, a continuació Germán i per acabar Alberto), els quatre sobre un fons blau; a dalt es pot llegir: «DRO presenta una aventura de Siniestro Total», i sota d'això el títol del disc en lletres blaves sobre fons groc. El vinil apareix publicat el novembre, i suposa un èxit de vendes encara major al de l'EP.

### El Rockola
El 10 de gener de 1983 es produeix en el RockOla un dels esdeveniments que més dona a conèixer la banda entre els consumidors de música d'aquell llavors: la presentació ¿Cuándo se come aquí?. El concert comença amb Costas presentant el primer tema de la seva actuació com una cançó «heavy-metal Total».Y en aquell moment és quan apareix sobre l'escenari Coppini, amb un pollastre de goma penjant de seu caçadora, i de seguida els membres del públicn comencen a arremetre a escopinades contra el personal de la banda, que acaba absolutament empapado.
En aquest concert el grup toca els temes Tan deprimido (una versió d'una cançó de Cucharada), el que ells presenten com un pupurrí, Ayatolah!, Sono tremend i una entrevista. A més, guanyen un dels premis que s'atorguen a la festa (4a maqueta d'or).
És en aquell moment quan el grup comença a aparèixer en els mitjans musicals de Vigo, que fins a aquell moment no ha publicat cap article sobre ells, i comencen les peregrinacions al RockOla i la seva mitificació, a part de la creixent popularitat de la banda.
En aquell temps és quan Soto ha acabat ja el servei militar i comença a tornar a interessar-se per la música, que ha deixat aparcada durant un temps per dedicar-se només a escoltar blues mentre descansa del seu servei, que ha estat una cosa dura. Convençut per Antón Reixa entra a tocar el baix amb Os Resentidos, grup de recent creació.

### El single del gaiter
En algun moment a mitjan gener els parlen de les festes del barri madrileny d'Hortaleza, i els adverteixen que ja hi ha hagut alguns altercats amb grups mods atacats pel públic, però ells van allà a actuar de tota manera, tenint com a tècnic de so Miguel Ángel Gómez, germà de José Gómez, de Glutamato Ye-Yé, que temps després arribarà a ser president d'Emi España. Tot va bé fins que Julián veu que les tanques que hi ha al fons del lloc de l'actuació comencen a moure's, i comença a veure ampolles, llaunes i pedres volant per tots costats, i fins i tot a algú aixecant una barrera groga i llançant-se-la directa a Ye-Yé, xicota d'Iñaki de Glutamato, a qui Julián coneix, a més de gent amb casc i botes militars i esvàstiques pintades a l'esquena posant-se amb tot al que troba. Aquest últim acaba per posar-se nerviós i es llança darrere de la bateria, on no hi ha res, amb la qual cosa es dona un cop; finalment tot surt a la secció d'Esdeveniments dels diaris.
És tal l'èxit que està començant a adquirir la banda que crida l'atenció de Carlos Tena i Diego A. Manrique, que són en aquell temps els directors del programa Caja de Ritmos en Televisió Espanyola; de manera que els demanen un parell de temes inèdits per a una actuació en el programa. Julián compon «Me pica un huevo» i Miguel escriu «Sexo chungo» però no poden interpretar aquests dos temes per a la televisió, ja que el dia anterior al que està programat per a l'actuació Las Vulpes ha ofert la cançó «Me gusta ser una zorra», s'ha produït un escàndol immediat i el programa ha estat a partir de llavors censurat, tenint això com a conseqüència la dimissió de Carlos Tena de Televisión Española.
De tota manera, les dues cançons no es queden oblidades, sinó que el grup decideix editar un single amb elles, amb la qual cosa les graven, i són produïdes per Paco Trinidad, a qui Julián coneix del Satchmo. Pensant una portada per editar-lo, en un bar a Cuatro Caminos, Pepo Fuentes i Julián, s'adonaren que no feia molt de la publicació de London Calling de The Clash, a més de la reedició del primer disc d'Elvis d'on és treta la tipografia d'aquell, així que pensen que aquesta portada dona per a més. Primer substitueixen mentalment a Paul Simonon per un gaiter, però després comencen a ocórrer-se'ls més coses, com un violinista, algú d'Aviador Dro trencant un sintetitzador o un cantant llatí amb ponxo i guitarra. De manera que Arjones, el mateix que s'ha encarregat de fer-li la foto al cotxe del qual parteix el nom del grup, fa les fotografies a Vigo, mentre que Óscar Mariné s'encarrega de nou del disseny.
Aquest nou llançament li suma popularitat al grup, el que fa s'organitzin cada vegada més concerts, encara que de vegades amb altercats: en una actuació a la Sala Zeleste de Barcelona algú de la primera fila li propina un botellazo a la cama a Germán. A causa d'aquest esdeveniment el grup es queda per uns dies sense cantant, així que criden a qui organitzen la seva pròxima actuació a la discoteca La Mandrágora en Lleó, el quatre de febrer, per dir-los que o van sols els tres o no van. Finalment van els tres, Alberto i Miguel des de Vigo amb cotxe amb les seves respectives núvies i Julián des de Madrid amb cotxe, assumint Miguel el paper de cantant.
També durant aquest concert ocorre un contratemps. Just en sortir a tocar una dona en estat d'embriaguesa agafa un cendrer gran de vidre i colpeja amb ell Miguel a una orella. Aquesta és la raó per la qual Alberto i Julián romanen la resta de la nit, mentre ell és atès a la casa de socors per diversos talls i contusions, repetint: «No tornem a actuar» als presents. Més tard Miguel comenta, sobre els altercats en els concerts, que per ell poden tirar llaunes, però que tractin de beure-se-les abans de llançar-les.

### L'adéu de Germán
Rere el disc «¿Cuándo se come aquí?», un dels discs punks més llorejats de la història d'Espanya, Germán contacta a Madrid amb el multiinstrumentista Teo Cardalda, amb qui forma un duo, en principi tan sols un petit projecte paral·lel a Siniestro Total, amb el nom de Golpes Bajos; de manera que compagina la seva activitat en els grups estant de dilluns a divendres en Siniestro i els caps de setmana al seu projecte paral·lel. Però el moment decisiu arriba quan amb aquest últim grup envia algunes cançons per participar en el concurs de maquetes de la revista Rock Espezial (que actualment es denomina Rock Deluxe) i junts guanyen el primer premi.
Aquella mateixa nit parlen Julián, Alberto i Miguel sobre aquest fet, i tots estan d'acord que Germán és important per al grup, però que no pot ser que estigui en dos grups tan diferents entre si, i que a més ja pràcticament no faci cas de la seva pertinença al d'ells. L'endemà queden tots a la cafeteria Flamingo, en el centre de Vigo, i Julián li diu que la situació no pot mantenir-se: que les idees no són les mateixes i tard o aviat es trobaran. Ell li diu que s'ho pensarà, però Julián li respon que no hi ha res que pensar, que no li està preguntant res.
Així doncs, Germán i Teo busquen dos instrumentistes més per al seu grup; troben Pablo Novoa i Luis García, i l'abril de 1983 Germán abandona definitivament Siniestro Total.

### El Dia Mundial de la Disfressa de Goril·la
Davant de la pèrdua del seu carismàtic vocalista, el grup comença a ser rebutjat en alguns llocs a l'hora d'actuar, ja que era ell que tenia millor fama dins de la banda, i tot el món pensa que estan acabats. Tanmateix, és llavors quan se'ls presenta Paco Trinidad, que els proposa la tornada de Miguel a la veu i a l'enregistrament d'una vintena de cançons que ell està disposat a produir. Els nois consideren que aquest serà de tota manera el seu últim àlbum, així que decideixen no limitar-se a gravar un disc de punk i opten per introduir tota classe d'instruments en els seus enregistraments, a part de la guitarra, el baix i la bateria.
Regraven i maquetan a Vigo alguns temes que ja han estat assajant amb Germán, concretament «La caca de colores», però afegint-li un toc de swing, i «Opera tu fimosis», i en componen dinou més, que graven en l'estudi Trak a Madrid; les lletres continuen sent tan surrealistes i grotesques com les del primer àlbum, mentre que la música s'obre en diversos estils: new age, rock, rock and roll, música tradicional gallega... Posteriorment, baixen Madrid per gravar les cançons en la seva versió definitiva, comptant amb els cors de Juanma i el Chicarrón de Los Elegantes i Pepo Fuentes entre molta una altra gent.
Abans de la publicació del segon Lp, el 20 d'octubre, la banda apareix en el programa La Edad de Oro de Paloma Chamorro, en el qual toquen dues cançons inèdites que apareixerien més tard en el nou treball: «Opera tu fimosis» i «O tren» (versió d'un tema pop-rock homònim). A més de donar una entrevista una mica precipitada.
De manera que el novembre de 1983 surt al carrer publicat de nou per Dro el segon disc del grup, que es titula simplement «Siniestro Total II: El Regreso», sorprenent tots els seguidors de la banda, ja que tot el món està ja convençut que sense Coppini ja s'ha dissolt; el nou LP s'acompanya del single «No somos de Monforte», que inclou com a cara B una cançó no continguda a l'àlbum.
Aquest segon disc no es ven tan bé com el seu predecessor, encara que la portada, en la qual figura Bob Hope amb un vas de llet, funciona bé respecte de les vendes. Tot just sortir el LP, el grup organitza una festa en la qual Antón Reixa exerceix de presentador i apareixen Pepo Fuentes, Juanma i Gerardo disfressats de goril·les, amb la qual cosa se li anomena «Dia Mundial del Disfraz de Gorila».
En aquell temps Javier Soto ja ha acabat la mili, de manera que torna al món musical, formant, junt amb Alberto Torrado (que continua sent baix de Siniestro), Nicolás Pastoriza i Vicente Alberte el grup Los Buzos. Pocs mesos després d'això Soto abandona el grup i forma, junt amb el mateix Torrado, Antón Reixa i Rubén Losada, Os Resentidos.
Miguel Costas, per la seva part, acaba de formar en aquells moments el grup Aerolíneas Federales, amb el qual el 8 de gener de 1984 guanya un concurs celebrat en La Coruña i poc després grava amb ells el seu primer LP homònim. I també Julián Hernández ha format el seu grup paral·lel a Siniestro, un petit projecte que no dura gaire amb el nom de Mili y sus Muermos.
Però el mateix Siniestro també publica material nou en aquell temps: un maxi-single compartit amb Os Resentidos amb el títol de Surfin' CCCP, dedicat als líders soviètics morts per aquella època, i poc després apareix amb alguna cosa de retard el single «Más vale ser punkie que maricón de playas», corresponent a «El Regreso».
A més Julián comença a escriure cançons a un ritme bastant ràpid, de manera que sobre febrer o març de 1984 ja té escrita gairebé en la seva totalitat «¿Quiénes somos? ¿De dónde venimos? ¿Adónde vamos?», i mentre el grup està de gira per tot Espanya compon en una mitja hora en un hotel de La Coruña Miña terra galega, amb la música de Sweet home Alabama de Lynyrd Skynyrd i adaptant la lletra a Galícia. Miguel, al seu torn, escriu una cançó sobre «una chica muy mona que vivía en Barcelona», i entre tots decideixen cridar-la «Assumpta»..
A aquest ritme no és en cas d'estranyar que a la tardor de 1984 tinguin ja escrites catorze cançons, per la qual cosa decideixen continuar amb el grup ja de forma definitiva i per la qual cosa gravar-les aquesta vegada totes a Trak, i deixar que siguin produïdes de nou per Paco Trinidad. I el novembre d'aquell mateix any apareix el tercer disc, titulat Menos mal que nos queda Portugal i editat per Dro, en el qual les lletres es tornen una mica més simpàtiques que grotesques i la música es converteix en un rock més clàssic, que a vegades se suavitza fins i tot el power-pop, i del qual surten molts dels himnes de la banda, en alguns dels quals Julián comença a prestar la seva veu. El LP surt acompanyat de dos singles: Tipi, dulce tipi i Te quiero, amb cançons no contingudes al disc com cares B, i alguns mesos més tard apareix una nova edició de l'àlbum amb una portada una mica diferent en la qual pot llegir-se: «Edición Internacional.»
La gira de promoció del disc es realitza ja en els primers mesos de 1985, i s'estén fins i tot la primavera; i és precisament durant aquesta gira, concretament el mes de maig, quan Javier Soto finalment abandona Os Resentidos i s'uneix a Siniestro Total. En principi toca els teclats, però no tarda gaire a passar-se a la guitarra, sent aquesta la seva especialitat, amb la qual cosa el grup pot interpretar ja temes que requereixen un major virtuosisme.

### 1985-1989
L'estiu de 1985 se celebra el festival musical Vran'85, en el qual Siniestro comparteix cartell amb altres grups populars com a Mecano, Aerolíneas Federales i Última Edición; aquest festival és un dels primers a Espanya en aconseguir reunir vint mil assistents durant les sis nits que dura. Durant tot aquest any el grup ha tingut temps de compondre més cançons, de manera que es decideix que comencin els enregistraments del quart àlbum, ja amb Soto tocant la guitarra elèctrica i l'orgue Hammond i amb Paco Trinidad de nou com a productor.
Entre les cançons que han pogut compondre durant les gires es troba «Bailaré sobre tu tumba», que sorgeix d'una frase pronunciada per Monchito, professor de filosofia de Vigo, inspirada a la famosa pel·lícula Cotton Club. El fragment complet és el següent:
—Tú solo no puedes matarle..., pero puedes bailar sobre su tumba.
—Lo mataré con mis zapatos de claqué.
(Es tracta d'una conversa entre uns germans que es dediquen a ballar claqué, parlant d'un pinxo que ha amenaçat un d'ells.)
Però en tornar de Trak i constatar que només tenen gravades vuit cançons que ocuparan una cara es decideix recopilar els diversos temes inèdits que han interpretat en directe durant aquell estiu, principalment en el Vran'85, per completar l'altra. Curiosament, el grup posa reverb a tota la cara B, de manera que se sent tot multiplicat, sonant aplaudiments com si hi hagués un milió de persones entre el públic.
En començar a buscar un títol per al quart LP, els quatre estan convençuts que es cridarà «Ante todo mucha calma», però al final opten per cridar-lo com una de les cançons que contindrà: Bailaré sobre tu tumba, i deixar el títol anterior per a les samarretes del grup que es comença a vendre aquella tardor. De manera que el desembre surt al carrer publicat per Dro el nou disc, que resulta més potent que el «Menos mal que nos queda Portugal», degut principalment a l'òrgan Hammond i a la guitarra de Soto, bastant més avançada que la de Costas, i amb unes lletres a cavall de les d'aquest últim àlbum i les de El Regreso.
San Luis, l'artista encarregat de dibuixar la portada (consistent en un dibuix d'una calavera en què els ulls, nas i boca hi ha dibuixats els caps dels membres del grup), queda tan impressionat davant del títol que arriba a escriure un poema en la part d'enrere de la caràtula.
Ballaré sobre la teva tomba es presenta al públic acompanyat dels singles de les cançons Què tal, homosexual? i Al final, ambdós contenint temes inèdits que no poden trobar-se en cap altre lloc.
Diverses de la presentacions del nou disc dutes a terme entre finals de 1985 i principis de 1986 resulten ser una mica perilloses, com si el públic desitgés recordar els vells temps; això succeeix exemple, en un festival i al mateix temps concurs a Palma amb un cartell en el qual es combinen grups heavy i punk.
A començaments d'aquest últim any es decideix que aquest serà de descans, encara que alhora el grup acaba publicant en els primers dies de març un àlbum recopilatori que, realment, és més aviat una col·lecció de cares B, rareses i temes inèdits només tocats en alguns directes. L'àlbum es presenta d'una manera curiosa: té una portada groga en la qual es pot llegir: «Jeroglífico — por Pepo. ¿Cuál es el nombre de este disco?» Just a sobre d'aquesta última pregunta ens trobem tres dibuixos: primer una gran D, i sota d'ella unes altres dues il·lustracions molt més petites que representen un sexe femení i un altre masculí. El títol és Gran D Sexitos. Curiosament, poc després d'això DRO decideix censurar la portada original sense donar cap explicació, quedant com a resultat simplement una portada groga amb les paraules: «Siniestro Total — Grandes Éxitos.»
Amb prou feines uns dies després del llançament de Gran D Sexitos, el 12 de maig, dia del referèndum sobre l'entrada d'Espanya en l'Otan Siniestro graba el tema Dios salve al Conselleiro, realment una versió de Dios salve al Lehendakari de Derribos Arias, però gallegizada, per al programa dirigit per Carlos Tena Aumba-baluba-balam-bambú en Televisió Espanyola, i no tarda gaire a sortir un single amb aquest tema, acompanyat com a cara B per un enregistrament d'una de les cançons interpretades pel grup en el seu primer concert, el 27 de desembre de 1981.
Encara que no gravin cap disc nou, després d'aquest single comença una enorme gira per tot Espanya, que els manté ocupats tot l'estiu i part de la tardor. Finalment, a finals d'any tornen a Madrid per tornar a gravar a Trak els temes que han tingut temps de compondre, aquesta vegada amb una varietat d'estils molt més àmplia fins i tot que la de La Tornada; per poder recollir correctament aquesta varietat d'estils en els enregistraments acaben per contractar un grup més o menys gran de músics acompanyants: saxofonistes, trombons…, a més de tocar ells mateixos instruments que no s'han atrevit a usar fins a aquell moment, com la guitarra acústica o la gaita, i altres més exòtics com el saltiri. A part de tot això, en alguns dels temes més complexos comencen a utilitzar bateries programades.
A començaments de 1987 Siniestro ja es troba amb cançons de tota classe: rock and roll, folk, power-pop, country…, i també amb diversos temes d'amb prou feines mig minut de durada que decideixen incloure, descartant-ne altres que tenen també gravats i produïts; les lletres segueixen un model similar al del disc anterior, i Julián comença a cantar en cançons completes. Igual com ha ocorregut amb el quart àlbum, amb el cinquè també decideixen usar un títol corresponent a un dels temes que inclou; en aquest cas De hoy no pasa.
Algunes setmanes abans de llançar el nou LP, s'edita com avanç un single amb el tema Diga qué le debo, i l'abril apareix De hoy no pasa, que resulta el més popular dels discs publicats fins al moment, venent-se 30.000 còpies; a més, té cert impacte social: amb motiu de la cançó Yo ya fui a Cangas del Morrazo s'organitza una excursió des de Madrid per visitar l'esmentat poble a què s'apunten cents de persones.
La gira realitzada a l'estiu de 1987 resulta ser la més reeixida fins al moment, però unes setmanes després de concloure-la el grup sofreix una altra pèrdua: Alberto Torrado marxa de la banda per dedicar-se exclusivament a Os Resentidos, amb qui porta compaginant el seu treball en Siniestro des dels inicis d'aquests últims; de manera que ja només queden dos membres de la formació original. Però es tracta, en qualsevol cas, d'una pèrdua curiosa, ja que Torrado simplement deixa d'aparèixer a les portades dels següents àlbums, i no apareix en els crèdits dels següents treballs, però continua tocant en els concerts i en els enregistraments, encara que com un músic d'estudi més, doncs la banda necessita un baix.
Malgrat això, i encara que realment ja tinguin tots els músics que fan falta, Julián deixa definitivament en aquella tardor la bateria, i es dedica exclusivament a la guitarra, de manera que es veuen forçats a utilitzar ja sempre bateries programades.
El 10 de novembre el grup toca a la Sala Universal, encara que sense públic, a causa que la sala té prohibida l'entrada per problemes d'insonorització a causa de les reiterades queixes per part dels veïns de la zona. Malgrat totes aquestes advertències i a la presència policial, un grup del voltant de mig miler de persones es congrega a les portes de la sala, i prop de dues-centes d'elles aconsegueixen assolir l'interior. Finalment, la policia acaba per carregar contra algunes d'aquestes persones; i per contrarestar l'ofensiva policial, els amos del local obren les portes, i amb més decibels dels permesos.
Després de tota aquesta sèrie d'incidents, el desembre de 1987 Siniestro torna a l'estudi per començar a gravar el que serà el seu sisè àlbum, canviant aquesta vegada de productor, que és ara Eugenio Muñoz. Ja en aquell temps s'aproximen al tocar música a sons més durs, i això es reflecteix en els enregistraments de l'època, encara que també continua existint la varietat de De hoy no pasa: a començaments de 1988 ja compten amb temes de rhythm and blues, rock, country, power-pop, blues, rock and roll, heavy metall, new-age o folk, superant així el futur disc en varietat al seu antecessor.
A començaments de la primavera de 1988 el sisè LP està gairebé acabat, però falta el títol. Mentre se'n decideix quin serà, el grup treu un avenç en forma de single amb el polèmic tema Alégrame el día: una àcida crítica contra el món de la tauromàquia carregada d'humor negre i enfundada en una portada consistent en una sèrie de calaveres com les de les banderes pirates que, alhora, porten una montilla sobre el cap que fa parlar molt en el seu dia.
I l'abril d'aquell any arriba Me gusta cómo andas, àlbum el títol del qual finalment és de nou el mateix que el d'una de les cançons que conté, i que no arriba a vendre tantes còpies com De hoy no pasa, però que es podria dir que el supera en qualitat i varietat.
A l'estiu i per a la gira de promoció de Me gusta cómo andas. Siniestro cerca desesperadament a un nou sota i un nou bateria que completin el grup, ja que no poden continuar depenent de Torrado i les bateries programades. I els troben: des de Lugo arriba Segundo Grandío, que s'encarrega del baix, i per la seva part Ángel González passa a tocar la bateria.
Abans d'entrar a formar parteix de Siniestro, Ángel González ha format part d'un grup de blues cridat Desaprensius, ha sofert una gran decepció quan Jesús Ordovás ha qualificat la seva maqueta com la pitjor del món, ha fet la mili i s'ha incorporat una banda amb dos germans amb el nom de Desertores, que ha sorgit després de provar-ne molts d'altres; però en preguntar-li Siniestro si vol unir-se a ells, accepta de seguida.
Així doncs, com a quintet publiquen el setembre d'aquell mateix any un maxi que inclou una versió alternativa i una altra instrumental de Alégrame el día, a més d'un nou tema titulat Roxette.

### 1989-1996
Ja entrats el 1989, és a la primavera d'aquest any quan comencen a sortir al carrer els singles de Me gusta cómo andas: Hermano, bebe y Cuánta puta y yo qué viejo, que apareixen més d'un any després de l'àlbum al qual corresponen. A més, el febrer surt un dels més famosos videoclips del grup, el del tema Hermano, bebe, que és dirigit per Antón Reixa; i l'agost s'organitza a un viatge Argentina per participar en un cicle d'activitats gallegues.
A finals de 1989 participen en la Festa de Diari Pop en Club Rock, on entre altres temes canten una versió de Highway to hell d'AC/DC, però canviant la tornada per: «...Por eso ¡folla con él!», i improvisant la lletra amb fragments d'altres cançons i paraules inconnexes. És en aquests dies quan comencen a plantejar-se l'enregistrament d'un nou àlbum, per al qual contracten una secció de vents al complet: Antonio Moltó al saxo tenor, Antonio Ramos a la trompeta i Antonio Maíques al trombó, a més de sopranos (María Villa i Icíar Álvarez) i la col·laboració del Mestre Reverend amb el piano, l'acordió i els arranjaments i Marià Gallard amb la programació.
En un episodi d'una sèrie en la TVG apareixen Manuel Manquiña i Morris vigilant les planeadoras de Villagarcía, el qual inspira a Julián a escriure Todo por la napia, sobre la cocaïna, com un dels nous temes.
Així doncs, a començaments de 1990 ja estan gravant el nou disc, de nou a Trak amb Eugenio Muñoz, abandonant una mica la varietat dels seus últims treballs per substituir-la per un rock dur carregat d'arranjaments de vent i teclats en certes cançons. A finals de març llancen com avanço el single Camino de la cama, mentre troben un títol per al nou LP, que finalment acaba per cridar-se En beneficio de todos (ja que segons el grup l'àlbum és així) i apareix l'abril de la mà de DRO. Encara que teòricament seria un dels discs més llargs de la banda, amb vint temes, en realitat només en té deu, ja que els altres deu són només pistes de mig minut presentant el que ve a continuació.
Junt amb ell arriben dos singles més: els de les cançons Ai, Dolors i Devorao i una sèrie de samarretes encapçalades pel títol del nou disc i alguna cosa més; concretament, «EN BENEFICIO DE TODOS: NO ME DEIS MAS DE BEBER», «EN BENEFICIO DE TODOS: CÁLLESE, SEÑORA» y «EN BENEFICIO DE TODOS ENTREN Y SALGAN RAPIDAMENTE NO OBSTRUYAN LAS PUERTAS»; aquesta última té parts de les lletres en roig i altres en negre, i si es llegeix sols lo negre, apareix: «EL PENE DE TODOS ENTRE Y SALGA RAPIDAMENTE NO UYAN LAS PUTAS»
El disc resulta vendre's millor encara que De hoy no pasa, amb 50.000 còpies, el qual significa un disc d'or per al grup, i a més graven una segona versió amb una lletra diferent de Camino de la cama per a la sintonia del programa radiofònic Diario Pop. Poc després del llançament del Lp s'uneix al grup el sisè membre en l'ombra, el mànager Xosé Manuel Blanco.
A finals de 1990 la banda té la suficient popularitat com per no abandonar la gira, que acaba per estendre's de manera intermitent a tot l'any 1991. És el gener d'aquest any quan, per poder distribuir millor el material de la banda, es crea la corporació Loquilandia, en la qual s'aglutina el marxandatge, el material editorial..., i el setembre, a causa de l'èxit de l'àlbum al grup comencen a ploure-li ofertes d'altres discogràfiques, així que finalment Siniestro fitxa por BMG-Ariola i abandona definitivament DRO.
Així doncs, i veient que el seu èxit va en alça, el grup pot per fi plantejar-se l'editar un àlbum, ja amb Bmg-Ariola amb el títol de Ante todo mucha calma que duen al cap des de fa set anys, i que serà finalment un directe que reflecteixi la seva actitud sobre l'escenari en aquesta època. El 22 de novembre de 1991 es grava un concert a la sala Arena de València, que és produït el desembre de nou per Eugenio Muñoz, i que surt al carrer el febrer de 1992 de forma doble: per primera vegada en Cd (i a més doble), ja que tots els anteriors han estat llançats en vinil, i en vídeo.
A més, junt amb el doble Cd apareixen un Ep amb tres cançons del disc i una versió inèdita en directe de Matar jipis en les Cíes i un single amb un altre tema de l'àlbum i una altra versió inèdita en directe, aquesta vegada de Cuando ruge la marabunta.
Extenuats després de l'extensa gira de En beneficio de todos, Siniestro decideix prendre la resta de 1992 com un any sabàtic, en el que amb prou feines assistirà a algunes presentacions d'Abans que res molta calma. No és fins a finals d'any quan el grup torna al treball i comença a compondre alguns nous temes, dos anys i mig després de l'últim àlbum d'estudi. A començaments de 1993, ja amb un bon nombre de cançons compostes sota el braç, contacten amb el productor americà Joe Hardy, famós per ser també productor dels ZZ Top, i entre maig i juny marxen a Memphis per gravar amb ell.
Mentre són a Memphis, durant el seu temps lliure, els nois es dediquen a recórrer els enormes magatzems d'objectes de segona mà de la ciutat, i en una d'aquestes excursions es troben amb uns quants discs de pissarra a setanta-vuit revolucions per minut, i entre ells n'hi ha dos que els criden l'atenció: un de Snooky Prior, a qui ja coneixen, i un altre de Jack Griffin, sobre el qual no han sentit mai gens.
Una vegada finalitzat l'enregistrament, tornen a Galícia, on repassen el que han portat dels Estats Units i escolten per primera vegada el disc de Griffin, que els deixa fascinats, així que decideixen saber més sobre ell i inicien una espècie d'investigació que, combinada amb històries inventades per ells mateixos, va donant lloc al concepte del disc de blues que algun dia gravaran.
Hardy es passa tot l'estiu produint les cançons per donar-los un toc de blues i heavy metall, així que el nou disc no apareix fins a setembre, amb el títol de Made in Japan, a Bmg-Ariola, i acompanyat pels singles dels temes Yo dije Yeah!, El hombre medicina y Cuenca minera. Donat el gir tan dur que ha seguit l'estil del grup, la seva popularitat deixa de ser tanta com amb En beneficio de todos y Ante todo mucha calma, encara que els fans de la banda comencen a pensar que aquest nou àlbum és el seu millor treball.
A més, el cineasta Mikel Clement comença a treballar amb Siniestro, gravant per a ells el videoclip de El hombre medicina el setembre, i col·laborant el desembre amb Álex De L'església en l'enregistrament del de Jo vaig dir Yeah!; i aquest mateix mes Jesús Ordovás publica la biografia del grup sota el títol Apocalipsis con grelos.
A finals d'any el grup proposa de tocar blues i versions de Frank Zappa i altres artistes sota el nom d'Os Subxenios, i es discuteix el tema durant els primers dies de 1994, encara que sense comptar de moment amb Costas. Quan finalment el criden per explicar-li el projecte, ell es nega a acompanyar-los, encara que la resta de la banda diu que és part del seu treball com a grup, i que no pot rebutjar-lo; mentre que Miguel el que vol és dedicar menys temps a la música i quedar-se més a casa. Tot això provoca tensions entre ell i els altres, el qual provoca que el del 8 de gener de 1994 en Ferrol (província de La Coruña) sigui el seu últim concert amb Siniestro. Després, els abandona.
El 1995 el grup torna a viatjar a Memphis per gravar el seu disc Policlínic Miserable en Ardent records amb Joe hardy com a productor. Els acompanyen Ricky Dávila per realitzar fotos i Mikel Clement que a més d'alguns videoclips recull al documental La Vida és deliciosa l'experiència americana dels de Vigo.
El juny 95 de presenta el disc en la Sala Revolver de Madrid amb una nova incorporació a la banda, el saxo de Jorge Beltrán.
El següent projecte a què el grup dedicarà principalment l'any 1996 s'anomena Cultura Popular.

## Estil
Al primer àlbum ¿Cuándo se come aquí?, ens trobem amb un estil marcadament punk, amb lletres trasbalsades i cançons de tres concordes com a màxim que amb prou feines freguen els dos minuts en els casos més afortunats. En el segon Siniestro Total II: El Regreso, continua l'essència punk, encara que apareixen més instruments a part dels característics en aquest estil, i ens trobem amb teclats, seccions de vent, etcètera. En el tercer Menos mal que nos queda Portugal, el punk evoluciona a un rock més clàssic, fins i tot mantenint unes lletres genuïnament punks, però una mica més simpàtiques i menys grotesques. En el quart Bailaré sobre tu tumba, continua el rock clàssic, però les lletres es tornen a tornar una mica més grotesques, encara que no tant com el principi. En el cinquè i el sisè De hoy no pasa y Me gusta cómo andas respectivament, el rock se suavitza, donant pas al power-pop i mantenint les lletres característiques del punk, encara que aquest cop més simpàtiques.
En el setè En beneficio de todos, donen un pas enrere i tornen al rock clàssic, però les lletres evolucionen i es tornen una mica més complexes. En el vuitè i el novè Made in Japan i Policlínico miserable respectivament, el rock es fa més dur, gairebé fregant el heavy metal en alguns casos, i les lletres es tornen més fosques i crítiques, especialment en el segon. Al dècim Sesión vermú, el rock se suavitza una mica, encara que continua sent dur, i s'afegeixen instruments com a òrgan i secció de vents, mentre que les lletres, encara que complexos encara, tornen a tractar sobre temes mundans. En l'onzè La historia del blues, donen un gir inesperat i el seu estil es torna sobtadament blues, com el seu propi títol indica, i les lletres estan basades en els texts d'un altre autor de blues, Jack Griffin, amb el que tracten sobre temes mundans però no propis. En el dotzè Popular, democrático y científico, tornen al rock, en aquesta ocasió proper al grunge, i les lletres tornen a tractar temes quotidians.

## Formació actual
- Julián Hernández - guitarra elèctrica, veu i cors
- Javier Soto - guitarra elèctrica i cors
- Óscar G. Avendaño - baix i cors
- Àngel González - bateria
- Jorge Beltrán - saxòfon i cors

### Membres passats
- Formació original (1981)
  - Miguel Costas - veu
  - Alberto Torrado - guitarra elèctrica, sota i cors
  - Julián Hernández - sintetitzador
- Primera formació (1981- 1983)
  - Germán Coppini - veu
  - Miguel Costas - guitarra elèctrica i cors
  - Alberto Torrado - baix i cors
  - Julián Hernández - bateria i cors
- Segona formació (1983- 1985)
  - Miguel Costas - guitarra elèctrica i veu
  - Alberto Torrado - baix i cors
  - Julián Hernández - bateria i cors
- Tercera formació (1985- 1987)
  - Miguel Costas - guitarra elèctrica, veu i cors
  - Javier Soto - guitarra elèctrica, veu i cors
  - Alberto Torrado - baix, veu i cors
  - Julián Hernández - bateria, veu i cors
- Quarta formació (1987- 1988)
  - Xoxe - guitarra elèctrica, veu i cors
  - Julián Hernández - guitarra elèctrica, veu i cors
  - Javier Soto - guitarra elèctrica, veu i cors
- Cinquena formació (1988- 1994)
  - Miguel Costas - guitarra elèctrica, veu i cors
  - Julián Hernández - guitarra elèctrica, veu i cors
  - Javier Soto - guitarra elèctrica i cors
  - Segundo Grandío - baix i cors
  - Àngel González - bateria
- Sisena formació (1994- 1996)
  - Julián Hernández - guitarra elèctrica, veu i cors
  - Javier Soto - guitarra elèctrica i cors
  - Segundo Grandío - baix i cors
  - Àngel González - bateria
- Setena formació (1996- 2001)
  - Julián Hernández - guitarra elèctrica, veu i cors
  - Javier Soto - guitarra elèctrica i cors
  - Segundo Grandío - baix i cors
  - Àngel González - bateria
  - Jorge Beltrán - saxòfon i cors

## Discografia

### Àlbums d'estudi
- ¿Cuándo se come aquí? (1982)
- Siniestro Total II: El Regreso (1983)
- Menos mal que nos queda Portugal (1984)
- Bailaré sobre tu tumba (1985)
- De hoy no pasa (1987)
- Me gusta cómo andas (1988)
- En beneficio de todos (1990)
- Made in Japan (1993)
- Policlínico miserable (1995)
- Sesión vermú (1997)
- La historia del blues (2000)
- Popular, democrático y científico (2005)
- Country & Western (2010)

### Àlbums en directe
- Ante todo mucha calma (1992)
- Cultura popular (1997)
- Así empiezan las peleas (1997)
- Que parezca un accidente (2008)

### Àlbums recopilatoris
- Gran D Sexitos (1986)
- Ojalá estuvieras aquí (caras B y rarezas) (1993)
- ¿Quiénes somos? ¿De dónde venimos? ¿A dónde vamos? (2002)

### Col·laboracions
- Héroes de los ochenta (1990)
- Trabajar para el enemigo (1992)
- Ojalá estuvieras aquí (1993)
- Gato por liebre (1997)
- L'asturianu muévese (1997)
- La edad de oro del pop español (2001)